# Otto Fredrik Gynther
Otto Fredrik Gynther, född 1810, död 1877, var en svensk inventarieförvaltare och författare. Han verkade som inventarieförvaltare inom Flottan.
Gynther var son till amiralitetsauditören Lars Gynther och Helena Sophia Rääf samt bror till landshövdingen Sven Vilhelm Gynther. Han gifte sig 1839 med Carolina Amalia Bergh (1812–1870).